# Entuziasmus
Entuziasmus nebo entusiasmus (řec. ενθουσιασμός enthúsiasmos) značí dnes nadšení pro něco.

## Religionistika
Slovo entuziasmus je náboženského původu. Ve starém Řecku znamenalo božské nadšení či zápal, stav člověka, do něhož vstoupilo božstvo (enthúsios = naplněný božským). Ostatně i české slovo "na-dchnouti" má podobný původ. Tato schopnost se přičítala především jasnovidcům, prorokům a věštkyním (sibyllám). Také rity, které Řekové slavili například v mysteriích boha Dionýsia, měly uvádět účastníky do stavu nadšení a vytržení, jakési božské opilosti. Ta se neprojevovala pouze ve vnitřním prožitku, ale i navenek neobvyklým chováním, gesty a nápadnými projevy.
Takové projevy "posedlosti" a "vytržení" se vyskytovaly a vyskytují téměř ve všech kulturách, v šamanismu, u islámských dervišů a podobně. Naopak judaismus i křesťanství byly vůči projevům entuziasmu spíše kritické a zdrženlivé.
Apoštol Pavel vyzýval křesťany k tomu, aby dychtili po duchovních darech hned po lásce. Z duchovních darů má křesťan nejvíce dychtit po prorocké službě (1Kor 14,1.2). Neznámé jazyky jsou určené především pro budování křesťanovy víry v soukromí, kdežto v církvi, Pavel dával přednost srozumitelným projevům Ducha před "mluvením jazyky" (glosolalií) (1Kor 13,1.14). Entuziasmus tak byl v křesťanství vytlačen na okraj a do různých sekt, vyskytoval se však znovu a znovu, v mystice, v pietismu, v rosenkruciánství, u Swedenborga a nejnověji v charismatickém hnutí. Zejména v Anglii byly projevy entuziasmu po náboženských válkách výslovně zakázány. Také v judaismu se entuziasmus objevil například v chasidiství 18. století.